# عشق‌بازی یک سرباز
عشقبازی یک سرباز (به انگلیسی: A Soldier's Courtship) یک فیلم کوتاه درام صامت بریتانیایی محصول سال ۱۸۹۶ به کارگردانی R.W. Paul است. زنی را نشان می‌دهد که روی نیمکت نشسته‌است که بعداً یک سرباز به او نزدیک می‌شود. زن ابتدا مانع می‌شود اما بعداً با هیجان همدیگر را می‌بوسند.